# Gourmanšové
Gourmanšové jsou etnická skupina žijící v provincii Gourma, která je součástí republiky Burkina Faso v západní Africe. Královským městem je pro Gourmanše město Fada-N'gourma, v němž sídlí císař. Jeho moc je v rámci Gourmanšského království absolutní, v rámci celého Burkina Fasa je jedním ze správců země. Jako republika si totiž Burkina volí svého prezidenta i parlament. Stejně jako v řadě dalších afrických zemí, i v Burkina Faso tak vedle sebe poměrně v klidu fungují dvě moci, dvě správy – státní a náčelnická. V rozsahu své obyčejem dané moci je císař jen pomocnou figurou ve správě země. Především však udržuje Gourmanše pod svým vlivem.

Provincie Gourma v republice Burkina Faso

## Tradice a zvyky
První Gourmanšové se usadili v jihovýchodní části dnešní republiky Burkina Faso a v čele se svým císařem udržují vlastní svébytné tradice, zvyky a uspořádání společnosti.
Moc císaře je do značné míry založena na schopnostech, které měl zdědit po svých předcích. Tou nejdůležitější je u Gourmanšů schopnost vidět do budoucnosti. I založení království Gourma je s posvátnými obřady podle legendy těsně spjato:
"Kdysi žil slepý muž jménem Djaba, který věštil z tykví. Viděl tedy do budoucnosti a věděl, co se stane. Stalo se, že obyvatelstvo Kaoudiaboangou bylo postiženo hladomorem. Djaba měl šedivého koně, kterého musel prodat, aby mohl opatřit jídlo pro svou rodinu. Šel se "zeptat Bayualiho", jenž mu řekl, aby prodal koně prvnímu člověku, kterého potká. Djabův syn Lompo, který byl prodejem pověřen, potkal muže vracejícího se z buše s otepí slámy. Tato otep slámy se stala cenou za koně, jak si Bayuali přál. Když se Lompo vrátil, rozdělal ze slámy oheň a Djabovi se zázračně vrátil zrak. Djaba byl potom zvolen náčelníkem a lidé se ho chodili dotazovat, kdykoli hodlali něco podniknout, protože pomocí svých tykví předvídal budoucnost. Po jeho smrti převzal Lompo jméno svého otce a nazýval se tedy Djaba Lompo. A stal se zakladatelem říše Gourma,"

Nejrozšířenějším a nejprestižnějším způsobem věštění ale zůstává u Gourmanšů geomantie. Nikdo neví, jaký je její původ nebo kým byla do Gourmy zavedena. V každém případě však tvoří základ gourmanšského společenského života, základní kodex, který nikdo nesmí ignorovat, pokud se chce účastnit veřejného života

## Původ slova Gourma
Jméno Gourma pochází z jazyka songhai a znamená ‚pravý břeh'. Songhajové dali toto jméno veškerému území na pravém břehu Nigeru, zatímco Aoussa nazývali území na levém břehu. Takže zpočátku název ‚Goulmance' či ‚Gourma-n kies' znamenal obyvatele všech oblastí v ohbí Nigeru. Později označoval nynější ‚Goulmancebas' či ‚Gourmanches' vzniklé z lidu Bemba, což byli dobyvatelé, a Buricimbas, kteří byli předcházejícími usedlíky.

## Obřad zasvěcení
Jako ve většině etnických skupin v Africe, Gourmanšové zasvěcují své mladé obřízkou.
Jednou za tři roky geomantik na žádost náčelníka vesnice určí vybudování tábora pro obřezané. Tam jsou odvedeni chlapci ve věku 12 až 16 let. Během skoro tříměsíčního odloučení jsou mladí lidé zasvěcováni těmi již dříve obřezanými do zpěvů, tanců a tajných jazyků Gourmanšů.